# Salsola caffra
Salsola caffra är en amarantväxtart som beskrevs av Anders Sparrman. Salsola caffra ingår i släktet sodaörter, och familjen amarantväxter. Inga underarter finns listade i Catalogue of Life.